# Hoàng Văn Tuấn
Hoàng Văn Tuấn (1823-1892) là một viên quan nhà Nguyễn theo đường lối kháng Pháp ở cuối thế kỷ 19 trong lịch sử Việt Nam.

## Tiểu sử sơ lược
Hoàng Văn Tuấn sinh năm Quý Mùi (1823) tại làng Đô Hoàng, xã Yên Thành, huyện Ý Yên, tỉnh Nam Định.
Khoảng cuối năm 1858, ông theo đoàn nghĩa dũng của Hoàng giáp Phạm Văn Nghị vào Huế xin vua Tự Đức cho ra Đà Nẵng đánh đuổi quân Pháp, nhưng nhà vua không cho nên cả đoàn đành phải quay về.
Khoa thi Hương năm Bính Tý (1876), ông thi đỗ giải nguyên, được bổ làm Tri huyện Nam Xang (tức huyện Lý Nhân, thuộc tỉnh Hà Nam ngày nay).
Năm 1873, quân Pháp đánh thành Hà Nội lần thứ nhất. Thành bị đánh hạ, tướng giữ thành là Nguyễn Tri Phương bị thương rồi mất. Sau đó, các thành ở Hải Dương, Ninh Bình và Nam Định cũng lần lượt bị quân Pháp tiến chiếm. Căm giận, Hoàng văn Tuấn cùng văn thân trong huyện mộ quân rồi tham gia lực lượng của Phạm Văn Nghị kình chống lại, giữ vững được Ý Yên và Phong Doanh.
Năm 1874, triều đình Huế ký Hòa ước Giáp Tuất với Pháp, Hoàng Văn Tuấn bất bình cáo quan về làng.
Năm 1883, quân Pháp đánh thành Hà Nội lần thứ hai. Thành lại bị đánh hạ, tướng giữ thành là Hoàng Diệu treo cổ tuẫn tiết. Hoàng Văn Tuấn lại cùng với các bạn đồng chí hướng mộ quân chống ngăn.
Năm 1884, sau khi ký Hòa ước Giáp Thân với Pháp, triều đình Huế ra lệnh quan quân ở Bắc Kỳ bãi binh. Vì chống lệnh, Hoàng Văn Tuấn bị bắt giam ở nhà lao Ninh Bình, rồi bị kết án tù đày 10 năm. Sau, nhờ người quen vận động nên ông được thả, chịu sự quản thúc ở quê nhà.
Năm Nhâm Thìn (1892), ông lâm bệnh nặng rồi mất, thọ 69 tuổi.

## Thơ Hoàng Văn Tuấn
Sinh thời, ông có làm nhiều thơ văn, nhưng thất lạc gần hết, nay chỉ còn lại ít bài thơ chữ Hán. Giới thiệu một bài:
| Ngục trung bất thụy Thê thê phong vũ, dạ trì trì Tức tức trùng thanh nhiễu tứ vi. Dục bổ di biên lai thụy pháp, Nam tương trọc tửu áp hàn uy. Mê đồ vị tất tri kim thị, Mộng kính hà tu lãm cố phi. Hồi thủ bách niên đô thị mộng, Lân tường kê hưởng nhật tranh huy. | Tạm dịch nghĩa: Trong nhà giam, không ngủ Mưa gió buồn thảm, đêm chầm chậm trôi qua, Tiếng dế rền rĩ khắp chung quanh. Muốn đem sách cũ ra đọc để cho dễ ngủ, Khó lấy rượu nồng át cái rét đang hăng. Đường mê, chưa chắc đã biết nay là đúng, Giấc mộng, cần gì phải coi trước kia là sai. Quay đầu lại, trăm năm đều là mộng cả, Bên hàng xóm, tiếng gà báo sáng gáy vang. |

## Sách tham khảo
- Nhiều người soạn (Nguyễn Văn Huyên chủ biên), Văn học yêu nước & cách mạng Hà Nam Ninh (tập 1). Nhà xuất bản Khoa học Xã hội, 1981, tr. 157-159.
- Nguyễn Q. Thắng-Nguyễn Bá Thế, Từ điển nhân vật lịch sử Việt Nam. Nhà xuất bản Khoa học Xã hội, 1992, tr. 266-267.